# Tuolumne City
Tuolumne City est une census-designated place du comté de Tuolumne, dans l'État de Californie, aux États-Unis. En 2020, elle compte une population de 1 798 habitants.